# سردار ساگر
سردار ساگر (به انگلیسی: Sardar Saker) ‏ (زاده ۱۹۰۴ بمبئی - درگذشته ۱۹۷۳ تهران) کارگردان، تهیه‌کننده و نویسندۀ هندی‌تبار سینمای ایران بود.

## زندگینامه
سردار ساگر متولد ۱۲۸۲ بمبئی هندوستان. فعالیتش را در سینما از سال ۱۳۰۹ (۱۹۳۰میلادی) در هندوستان به عنوان دستیار و بعد کارگردان شروع کرد که از جملهٔ آن فیلم‌ها می‌توان فیلم‌های «وظیفه» «باد سحر» و «شعله» را نام برد. در سال ۱۳۲۸ به ایران مهاجرت کرد و مشغول به کار تجارت لوزام یدکی اتوموبیل شد. در سال ۱۳۳۲ با فیلم «مراد» به عنوان نویسنده، کارگردان و تهیه‌کننده (با مشارکت ساناسار خاچاطوریان پا به عرصه سینمای ایران گذاشت و سال ۱۳۳۹ استودیو «کوه نور فیلم» را تأسیس کرد. ساگر سال ۱۳۵۱ در تهران درگذشت.

## فیلم‌شناسی

### کارگردان
- ۱ - گربه کور (۱۳۴۸)
- ۲ - دختر طلا (۱۳۴۶)
- ۳ - جاهل محل (شبی در لاله زار) (۱۳۴۳)
- ۴ - مرد میدان (۱۳۴۲)
- ۵ - ساحل دور نیست (۱۳۴۱)
- ۶ - علی واکسی (۱۳۴۰)
- ۷ - فردا روشن است (۱۳۳۹)
- ۸ - روزنه امید (۱۳۳۸)
- ۹ - خورشید می‌درخشد (۱۳۳۵)
- ۱۰ - مراد (۱۳۳۳)
- 11- بامید دیدار(1347)

### نویسنده
- ۱ - گربه کور (۱۳۴۸)
- ۲ - روزنه امید (۱۳۳۸)
- ۳ - خورشید می‌درخشد (۱۳۳۵)
- ۴ - مراد (۱۳۳۳)

### تهیه‌کننده
- ۱ - گربه کور (۱۳۴۸)
- ۲ - جاهل محل (۱۳۴۳)
- ۳ - مرد میدان (۱۳۴۲)
- ۴ - ساحل دور نیست (۱۳۴۱)
- ۵ - علی واکسی (۱۳۴۰)
- ۶ - فردا روشن است (۱۳۳۹)
- ۷ - روزنه امید (۱۳۳۸)
- ۸ - خورشید می‌درخشد (۱۳۳۵)
- ۹ - مراد (۱۳۳۳)

### تدوین
- ۱ - ساحل دور نیست (۱۳۴۱)